# Горный плодоядный голубь
Горный плодоядный голубь (лат. Ducula badia) — вид птиц из рода  плодоядных голубей. Распространён в Южной и Юго-Восточной Азии. Состояние популяций в большинстве стран не вызывает опасений. 

## Систематика
В пределах вида выделены следующие подвиды:
- D. b. badia — от Малайского полуострова до Суматры, Калимантана и Явы.
- D. b. insignis — Гималаи.
- D. b. griseicapilla — от северо-востока Индии до южного Китая, Индокитая и Мьянмы.

Ранее рассматривавшийся как подвид D. b. cuprea, обитающий в пределах Индостана, выделен как вид Ducula cuprea на основании различий в морфологии и вокализации.

## Распространение
Ареал простирается от юга Индийского субконтинента до Калимантана и Явы через Непал, крайний юг Китая, Мьянму, Таиланд, Индокитай, Малайский полуостров и Суматру.

## Описание
Крупные голуби. Средняя длина от 43 до 51 см, вес от 580 до 665 грамм.
Хвост довольно длинный, крылья широкие округлые. Голова, шея и нижняя часть тела светлые розовато-серые с контрастным почти белым горлом. Спина и крылья коричневато-бордовые. Хвост черновато-серый у основания, тёмно-серый в средней части и светло-сланцевый на конце.
У молодых голова, шея и грудь более серые, с менее выраженным винным оттенком. Спина и крылья коричневые. Маховые перья имеют каштановую кайму. Серая концевая полоса на хвосте почти незаметна.

## Среда обитания
Горный плодоядный голубь — лесная птица, обитающая в различных лесных сообществах от уровня моря до 2550 метров в Гималаях и выше 2300 метров на Суматре. При этом гнездование отмечено в лесах на высоте более 400 метров над уровнем моря.

## Образ жизни

### Вокализация
Издает глубокий, глухой двойной звук, которому предшествует тихий «клик», с трудом слышный даже на близком расстоянии.

### Питание
Как и остальные представители рода горные голуби едят разнообразные фрукты и ягоды, в том числе инжир и мускатный орех, которые срывают с ветвей и глотают целиком.

### Поведение
На Калимантане можно наблюдать большие — до 300 особей — скопления этих птиц, которые совершают высотные перемещения, спускаясь на равнины в поисках корма. Особенно много бывает их в мангровых зарослях, покрывающих побережье. 
В популяциях на территории Индии птицы чаще встречаются небольшими группами или поодиночке. Они осторожны и держатся высоко в кронах. 

### Размножение
На севере ареала период гнездования продолжается с марта по август, а на юге Индии - с января по май. На Суматре и Калимантане птицы размножаются с января по апрель.
Самец токует, опуская голову, и при каждом ворковании делает глубокий поклон. После этого он выполняет демонстрацию в воздухе, во время которой энергично взмахивает крыльями, поднимаясь вертикально на 6–8 метров, а затем внезапно ныряет вниз. После 2 или 3 повторов, голубь возвращается на свой насест.
Непрочное гнездо в виде платформы из веток строят оба родителя. Оно расположено на высоте от 5 до 8 метров над землей на небольшом дереве в лесу. Самка обычно откладывает только одно яйцо, которое насиживают по очереди оба партнёра. 

## Природоохранный статус
МСОП присвоил виду охранный статус «Вызывающие наименьшие опасения» (LC). Широко распространён по всему ареалу, за исключением Непала и Явы, где вид редок.